# Manuel Posadas
Manuel L. Posadas foi um destacado músico afro-argentino do fim do século XIX e começo do século XX.

## Biografia
Nascido na cidade de Buenos Aires em 1860, filho do músico, jornalista e militar Manuel G. Posadas e sua esposa Emilia Smith. Era irmão de Carlos Posada, que também se destacou na música portenha, especialmente no âmbito do tango. Desde jovem mostrou vocação para a música, estudando na Escola de Música da Província em 1875, sendo discípulo do maestro Pedro Ripari.
Em maio de 1879 viajou para Bruxelas para aprofundar seus estudos no Real Conservatório dessa cidade, onde foi aluno de alguns dos grandes maestros europeus da época, entre eles o violinista e compositor belga Eugène Ysaÿe. Atuou como violinista no Teatro Real das Galerias e em 1882 regressou à Buenos Aires fazendo um concerto em sua chegada no teatro Coliseum, em 9 de setembro daquele ano.
Voltou durante um tempo para Bruxelas, porém ao voltar se radicou definitivamente em sua cidade natal, dedicando-se a ensinar música. Chegou a ser o primeiro violino do Teatro Colón e foi professor do Instituto Nacional de Cegos. Entre seus alunos se encontra Juan José Castro (1895–1968), destacado compositor e diretor de orquestra.
Dirigiu também algumas das orquestras que animavam os bailes de carnaval portenhos: o jornal La Tribuna em sua edição de 11 de fevereiro de 1903 informou que "O Politeama Argentino apresentará nos próximos bailes uma inovação que será recebida seguramente com satisfação pelos bailarinos. A empresa de encargou especialmente de organizar uma orquestra de 40 professores, todos argentinos, sob a direção do maestro Manuel Posadas".
Faleceu em Buenos Aires em 1916.